# 靴の向くまま
『靴の向くまま』（くつのむくまま）は、みやびあきのによる日本の 漫画。講談社の『モーニングtwo』にて、2022年9号から連載開始し、のち同誌の紙媒体休刊・ウェブコミック化に伴い、ウェブコミックとして毎月中旬に新作を更新する形で2024年12月まで掲載。母親の工房を継いだ靴職人の歩純結彩を主人公とし、店を訪れる人との丁寧な関わりを描く。全28話。話数単位カウントは「○足目」。

## あらすじ
5年前に両親を交通事故で亡くした歩純結彩は、母親の靴工房「ホズミ靴工房」を継ぐ。入学式に行かなかった高校生や、母親が営んでいたころに来店した再来店の会社員、40歳近くになってから大学に入学した女性など、様々な人が「ホズミ靴工房」を訪れる。結彩はその一人一人に向き合い、靴を作ることを通して、悩みに寄り添った言葉をかける。また、母親が作った靴の持ち主を探している。

## 登場人物
歩純結彩（ほずみゆあ）
本作の主人公。母親の靴工房「ホズミ靴工房」を継いだ靴職人。「いい靴はいい場所に連れていってくれる」という母から教わった言葉を大切にしながら、丁寧にお客さんと向き合い靴を作っている。髪型は二つ結びの三つ編みで、仕事中は茶色のエプロンをしている。
歩純結子（ほずみゆいこ）
結彩の母親。「ホズミ靴工房」を営んでいた。交通事故で亡くなる。「いい靴はいい場所に連れていってくれる」と結彩に言った。
立花ほたる（たちばなほたる）
結彩の出身校、南校に通う高校１年生。登校せずに「ホズミ靴工房」を覗いていたところ、結彩に声をかけられる。母親との関係に悩んでいる。黒髪のボブで、制服をきっちりと着ている。
日比谷（ひびや）
結彩の同級生の男性。新人の社会人。結彩が初恋の人で、片思い中。結彩の靴工房の隣に住んでおり、実家は食堂を営んでいる。
日比谷万桜（ひびやまお）
日比谷の妹で、立花ほたるの同級生。ほたると親交を深める。結彩とも交流がある。ゆるいパーマで、ハーフアップのお団子ヘア。サイズ大きめのニットを着るなど、制服もおしゃれに着崩している。
星野（ほしの）
「ホズミ靴工房」のお客さん。足の形は平均とはずいぶん違う。高校を卒業した後、結婚をして大学には進まなかったが、それを心残りに思い、40歳近い今年、大学に入学した。
土屋（つちや）
10年前に「ホズミ靴工房」で、結彩の母に靴を作ってもらったお客さん。二足目を作りに再び来店。
おじいさん
「ホズミ靴工房」の初めてのお客さん。若い職人である結彩を不安がるような言葉をかけ立ち去る。

## 書誌情報
- みやびあきの『靴の向くまま』講談社〈モーニングKC〉、全5巻
  1. 2023年2月21日発売[2]、ISBN 978-4-06-530668-0
  2. 2023年8月23日発売[3]、ISBN 978-4-06-532560-5
  3. 2024年2月22日発売[4]、ISBN 978-4-06-534458-3
  4. 2024年7月23日発売[5]、ISBN 978-4-06-535981-5
  5. 2025年1月22日発売[6]、ISBN 978-4-06-537960-8